# جاي مارتن
جاي مارتن (بالإنجليزية: Jay Martin)‏ هو متزلج قفز أمريكي، ولد في 8 سبتمبر 1944 في منيابولس في الولايات المتحدة.

## وصلات خارجية
- جاي مارتن على موقع أوليمبيديا (الإنجليزية)